# St. Andreas (Haferungen)

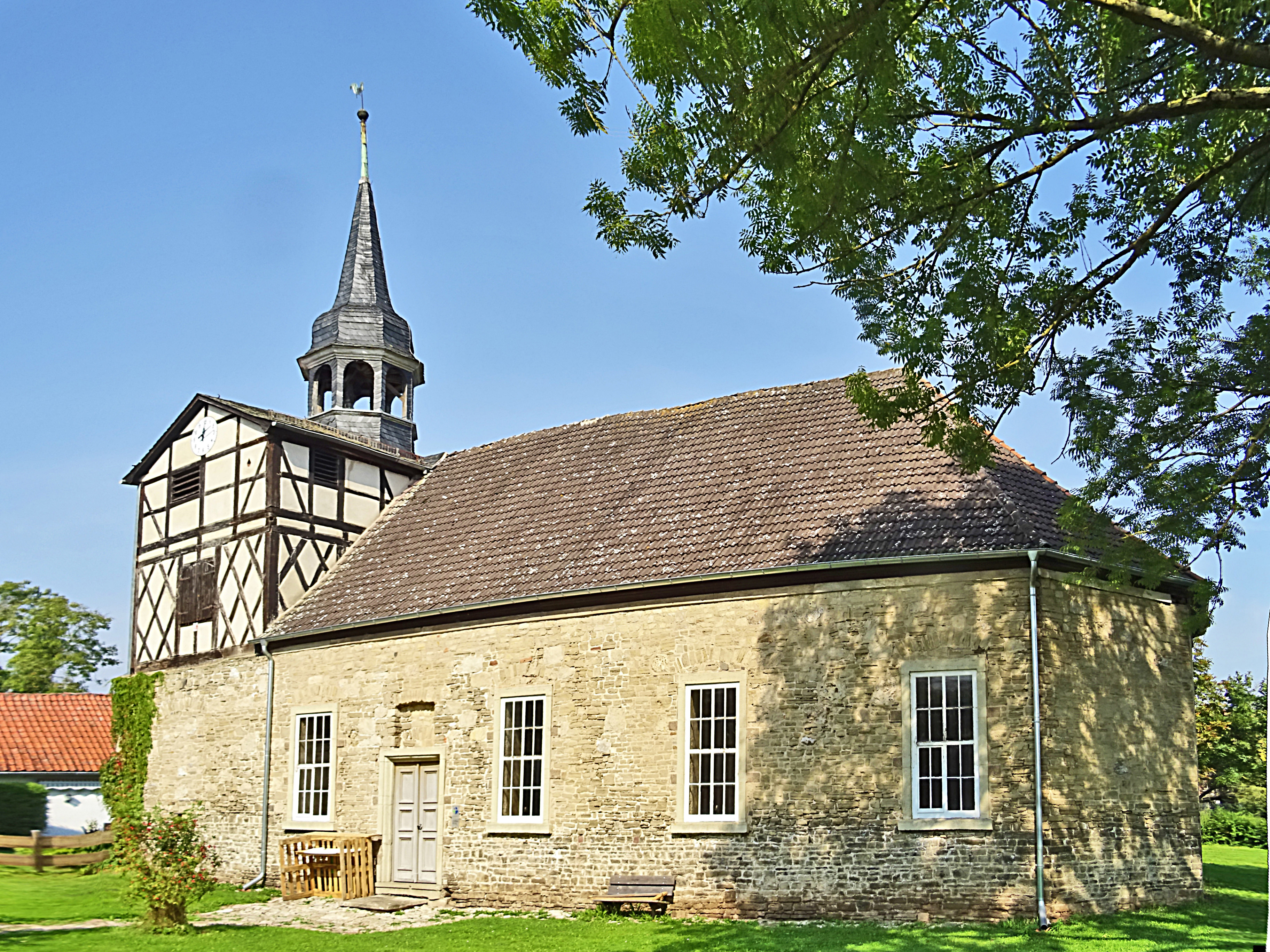
Die Kirche

Die evangelische Dorfkirche St. Andreas steht im Ortsteil Haferungen der Gemeinde Werther im Landkreis Nordhausen in Thüringen.

## Geschichte
Die St.-Andreas-Kirche wurde 1720 erbaut und auch urkundlich ersterwähnt. Die Mauern des Gebäudes wurden aus Natursteinen errichtet. Die Seitenwände sind mit vier viereckigen Fenstern und einer Tür besetzt. Das Obergeschoss des Kirchturmes wurde im Fachwerkstil aufgesetzt. Der als Dachreiter wirkende Turmaufsatz besitzt Schallöffnungen eine Haube mit Laterne, Knopf und Wetterfahne.
In der Kirche befindet sich eine Gruft der Familie des Drosten von Lüdecke. Der Taufengel im Kirchenschiff ist bemerkenswert.
Das Mauerwerk der Kirche ist sanierungsbedürftig.